# Aleuritopteris
Aleuritopteris là một chi dương xỉ thuộc họ Pteridaceae. Chi này có các loài sau (tuy nhiên danh sách này có thể chưa đủ):
- Aleuritopteris squamosa, (C.Hope & C.H.Wright) Ching